# Donna morsa da un serpente
La Donna morsa da un serpente (Femme piquée par un serpent) è una statua di marmo realizzata dallo scultore francese Auguste Clésinger nel 1847 e conservata nel museo d'Orsay a Parigi.

## Storia

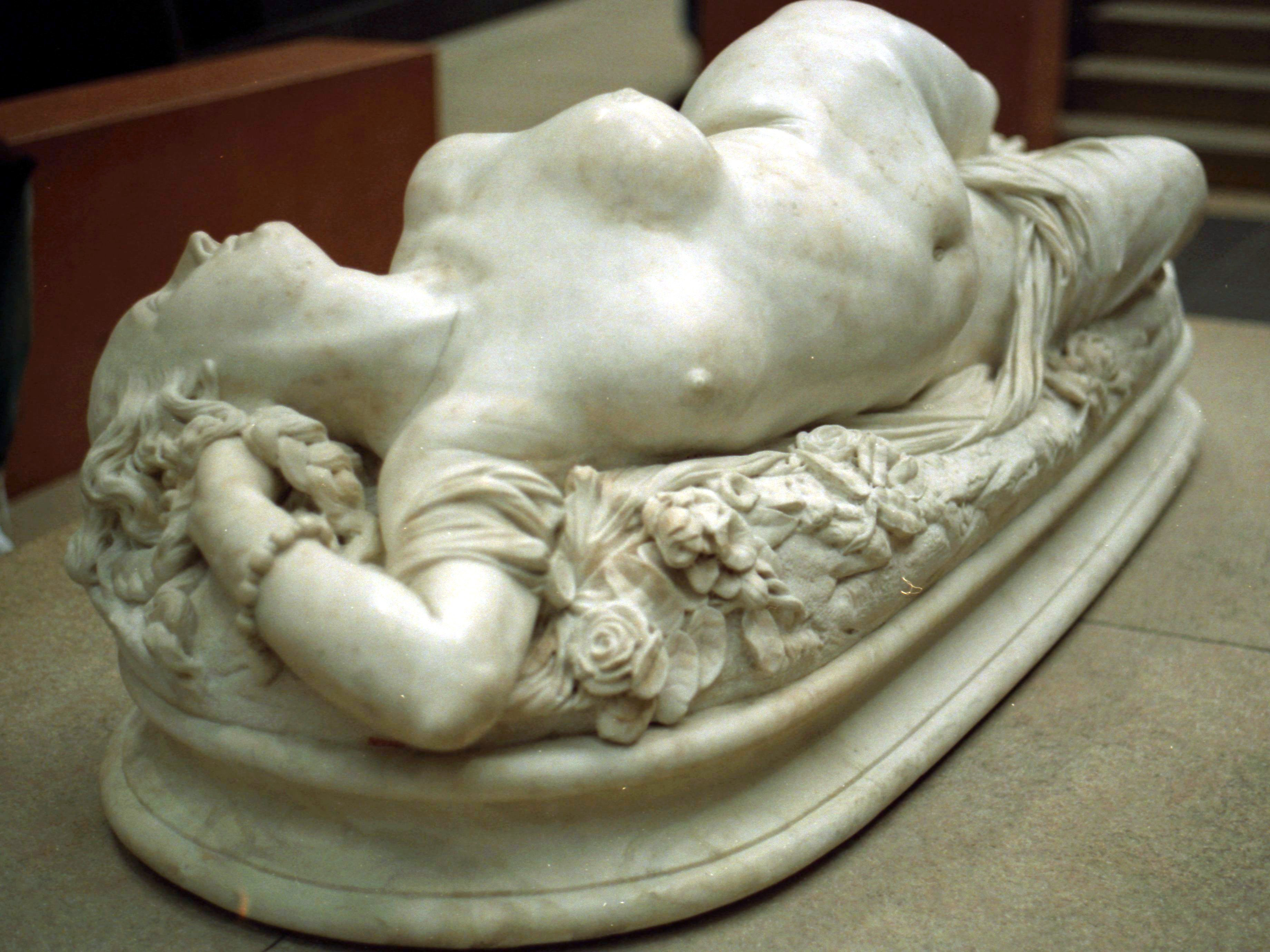
Un particolare della scultura.

Questo marmo fu commissionato dall'industriale Alfred Mosselman come omaggio alla sua amante Apollonie Sabatier, che aveva conosciuto quando lei aveva 16 anni. La scultura fu soggetta a un doppio scandalo artistico quando fu presentata al Salone di Parigi del 1847, dove, assieme al dipinto storico I Romani della decadenza di Thomas Couture, fu l'opera più commentata del Salone.
Da un lato, l'immagine suggestiva di una donna nuda sdraiata che si ritorce dopo essere stata morsa da un serpente simbolico, attorcigliatosi intorno al polso, scioccò i contemporanei. In effetti, sembrava la raffigurazione di una donna in pieno piacere orgasmico. Per la Revue des deux mondes, era proprio così:
Dall'altro lato, l'opera di Clésinger fu scolpita a partire da uno stampo dal vero della mondana Apollonie Sabatier (1822-1890), amante di Mosselman, poi per un certo periodo quella di Charles Baudelaire, del quale fu la musa. L'utilizzo di uno stampo direttamente dal corpo della modella (che risparmiava tempo e consentiva il realismo, come testimonia la riproduzione della cellulite nei muscoli) per una scultura fu una questione molto discussa nel diciannovesimo secolo. Un amico di Clésinger, Théophile Gautier, orchestrò lo scandalo sociale, che gli valse un grande successo.

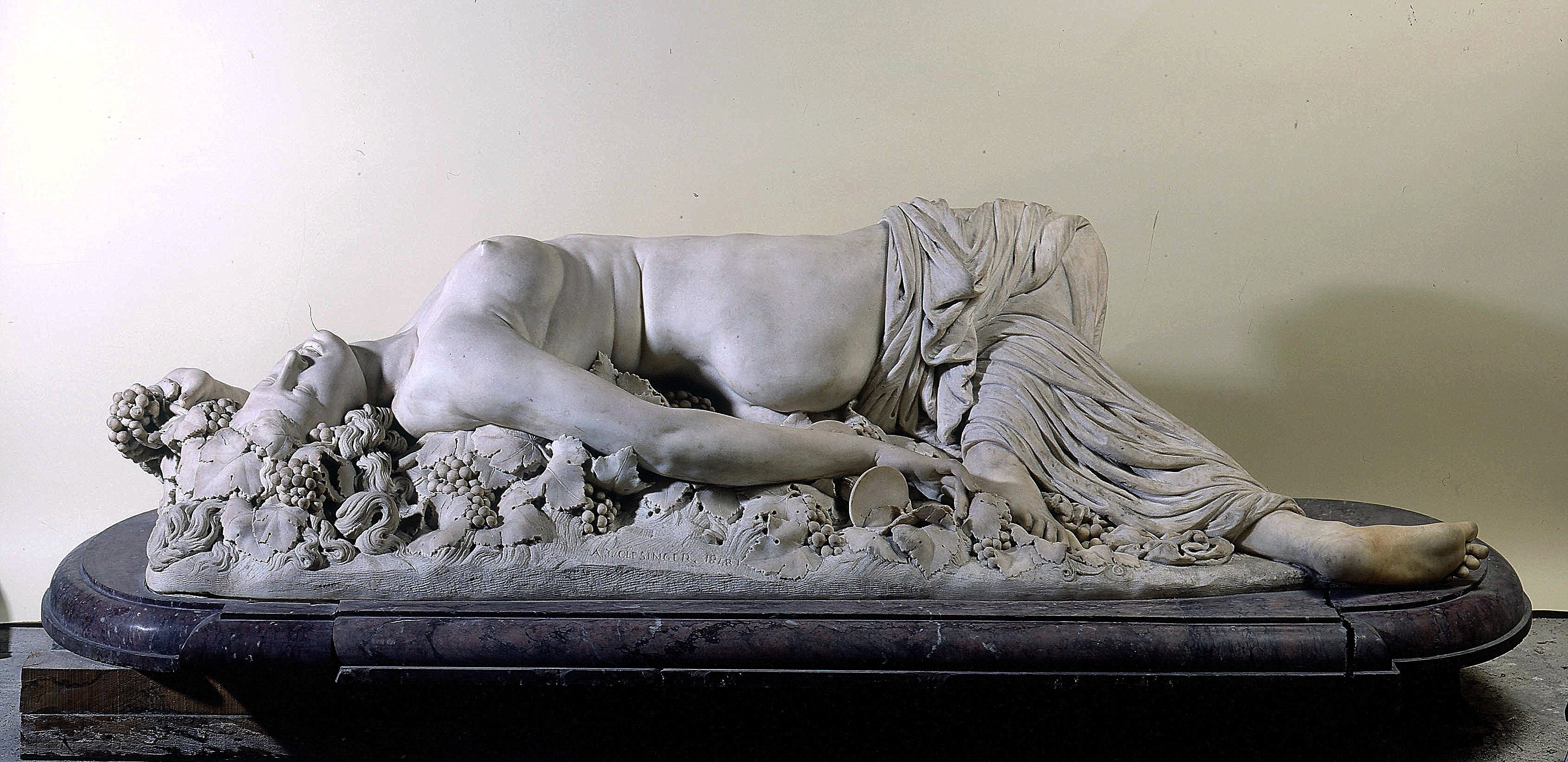
La Baccante del Petit Palais.

Clésinger realizzò, alla fine del 1847, una variante intitolata Baccante sdraiata, leggermente più grande e con lo scopo di rispondere ai suoi detrattori sulla sua maestria tecnica, che espose al Salone del 1848. Oggi si trova nella quarta sala del museo del Petit Palais. Un critico d'arte vicino alla romanziera Madama Sabatier, Théophile Gautier, disse che "è il puro delirio orgiastico, la menade spettinata che ruota ai piedi di Bacco, il padre della libertà e della gioia (...) Uno spasmo possente di felicità solleva per la sua contrazione il petto opulento della giovane donna, e fa spuntare i seni lucenti", concludendo il suo articolo definendolo "uno dei più bei pezzi della scultura moderna".

## Descrizione
(Lo Spettatore - Rassegna letteraria, artística, scientifica e industriale · Volume 2, 1856, p. 424)

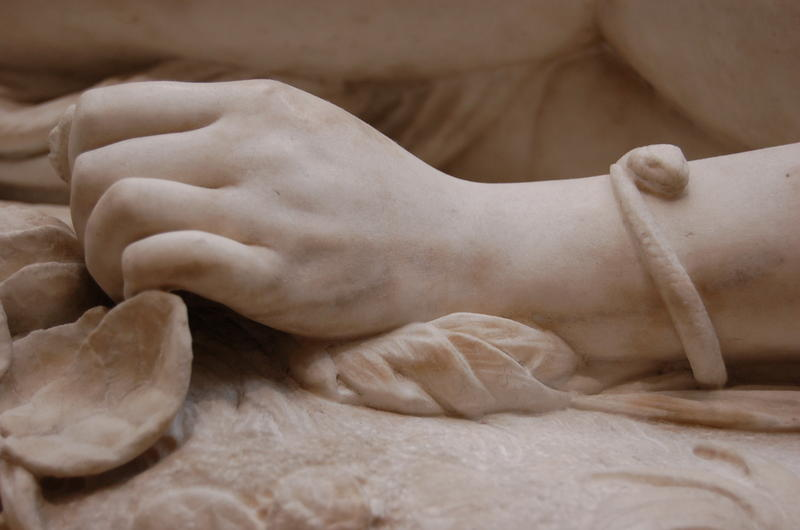
Un dettaglio del serpente.

La scultura ritrae una donna nuda (solo un drappo avvolge una delle cosce), sdraiata al suolo, mentre si contorce dopo essere stata morsa da un serpente, che si è attorcigliato attorno al polso come se fosse un braccialetto. Intorno a lei sono presenti molti fiori e petali su una roccia. Il volto della donna non è idealizzato, anzi, è molto realistico. Il pittore Ferdinand Victor Eugène Delacroix definì l'opera un "dagherrotipo scolpito".

## Omaggi
Il pittore statunitense Kehinde Wiley si ispirò a quest'opera per il suo quadro omonimo del 2008 (il cui titolo in inglese è Woman bitten by a serpent), dove rimpiazzò la donna con un giovane afroamericano vestito.